# Pont del Cap del Terme
El Pont del Cap del Terme és un monument del municipi de Golmés (Pla d'Urgell) inclòs en l'Inventari del Patrimoni Arquitectònic de Catalunya.

## Descripció
És un pont de pedra d'un sol buit amb una obertura d'un terç de circumferència. L'arc és adovellat seguint la inclinació de la clau. L'intradós està constituït per carreus rectangulars de mitja grandària. Per damunt de l'ull el dintell s'estableix sense deixar quasi pany de paret, degut a la poca fondària del braç del canal; està format per dos motllures que sobresurten, deixant-ne una al mig rebaixada. Es compon de carreus allargats.

## Història
El Canal d'Urgell, construït entre 1861 i 1865, comportà la construcció de tota la infraestructura necessària. En totes les seves obres es pot observar una confluència de materials i de paràmetres estilístics que fan que quasi es converteixi en una arquitectura identificable per l'estil. Usen l'opus incertum. Aquest pont pertany al tram del canal al seu pas per Vilanova de Bellpuig i Golmés. És representatiu de tots els ponts del Canal, ja que tots segueixen les mateixes línies.